# 大盈江

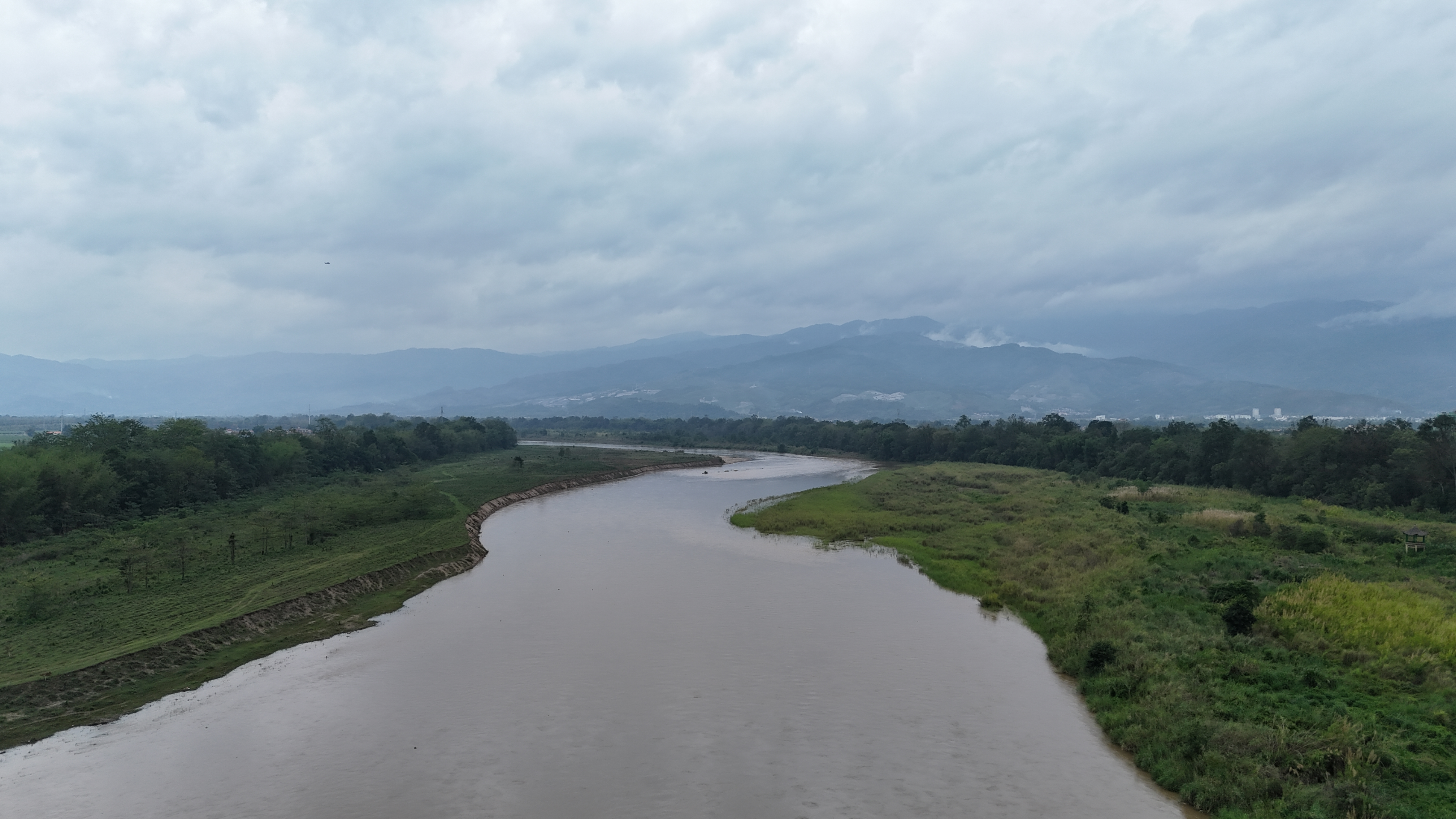
大盈江

大盈江位於雲南省西部德宏傣族景頗族自治州，全長204.5千米，流域面積3546.8平方千米。大盈江有二源，左源出於雙海和芹菜塘（南底河），右源發自腾冲县古永狼牙山，兩源流於盈江县下拉相村北部交匯後，為大盈江。大盈江流經虎跳石後從南奔江口流出中國國境，流入緬甸后改称太平江（Taping River；也称大平江）,在八莫附近汇入伊洛瓦底江，最終流入孟加拉灣。景區級别屬於第三批國家重點風景名勝區。附近城市有雲南瑞麗市，保山市，大理等。